# جامعة لفولي
جامعة لفولي (كلية لفولي) هي مؤسسة تعليمية بمنطقة لفولي التابعة لمدينة أفجوي، بمحافظة شبيلي السفلى في جنوب الصومال.

## خلفية
تأسست كلية لفولي كأول كلية لتدريب المعلمين في الصومال، وكانت جزءا من الجامعة الوطنية الصومالية (SNU، وكانت تقع غرب العاصمة الصومالية مقديشو وتبعد عنها 22 كلم.

## خلفية تاريخية
أُنشئت جامعة لفولي عام 1965 بصفتها كلية تدريبية تقنية في دراسات تستمر لمدة عامين وتشمل مختلف المهارات ومن ضمنها العلوم الزراعية والثروة الحيوانية وخدمات موظفي الخدمة المدنية، وأنشئت كلية جديدة للمؤسسة ما استدعى أن يتم تسميتها بـ "جامعة لفولي" عام 1973

## الهيكل الإداري
ضمت جامعة لفولي 13 برنامجًا رئيسيا، ووصل عدد الطلبة المسجلين 1344 طالبًا للعام الدراسي 1983-1984 24 ٪ منهم من الإناث.
على الرغم من أن الجامعة عُرفت بالتعليم العالي أو تدريب المعلمين، إلا أن الآلاف من الطلبة حصلوا على دبلومات من الجامعة.

## روابط خارجية
- موقع خريجي جامعى لفولي نسخة محفوظة 2012-12-28 على موقع واي باك مشين.